# Typografische eenheid
Typografische eenheden zijn maateenheden die gebruikt worden binnen de grafische industrie, onder andere om de grootte van lettertypes en regelafstanden aan te geven. Doorgaans wordt hiervoor niet het metriek stelsel gebruikt, maar een twaalftallig stelsel. Europa en de Angelsaksische wereld gebruiken elk een eigen maatsysteem, beide gebaseerd op punten, maar van verschillende grootte.

## Ontwikkeling

### Europees systeem
De punt werd door Pierre Simon Fournier in 1737 ingevoerd. Deze fournierpunt bedroeg 0,34882 mm. Hij baseerde zijn systeem op de Franse voet of nauwkeuriger: de Parijse voet (0,298 m). Deze voet werd onderverdeeld in 12 duimen. Deze twaalf duimen waren weer onderverdeeld in nog eens 12 strepen, welke elk onderverdeeld waren in 6 punten. Fournier maakte zijn lettersoorten op een veelvoud van 3 van deze punten.:30 Het grote voordeel van het twaalftallig stelsel boven het decimale stelsel, is het meerdere aantal delers dat 12 heeft ten opzichte van 10.
Het systeem werd als zodanig wel geaccepteerd, maar aangezien zo ongeveer elke stad in Frankrijk over een eigen voetmaat beschikte, gaf dit toch weinig eenheid. Rond 1770 besloot een andere Franse lettergieter, François Ambroise Didot (1730-1804), deze voet in te wisselen voor de gangbaardere koningsvoet (pied du Roi) die iets groter was. Nog een andere reden was, dat deze maat wettelijk vast lag. Didot achtte een punt een te gering verschil om de corpora van elkaar te onderscheiden en nam toen twee punten van de koningsvoet aan als de typografische punt.
De invoering van het stelsel van Didot werd gestimuleerd toen drukwerk geleverd aan de Franse regering, het Franse hof in die dagen, verplicht gedrukt diende te zijn in Didot-maten.
Een didotpunt bedraagt derhalve 0,376065 mm. Dit verschil lijkt klein, maar is aanzienlijk, want in 11 punt Didot gaat 12 punt Fournier. Wel zijn beide punten dus 1/72e duim, maar wel gebaseerd op een verschillende duim.
Vaste maten zoals twaalf didotpunten ofwel 12dd (de verdubbeling duidt een meervoud aan), hebben eigen namen gekregen. De genoemde 12dd wordt ook wel cicero of augustijn genoemd. Deze groottes waren ook voor de invoering van de didotpunt in gebruik, maar hebben pas daarna een vaste waarde gekregen.
Ondanks de hervorming van Didot, bleef het Fournier-systeem zeer lange tijd in gebruik bij veel drukkerijen, tot ver in de twintigste eeuw aan het eind van de periode dat loden letter voor boekdruk commercieel gebruikt werd. Voor een drukkerij was het namelijk een heel kostbare zaak om alle materiaal in een keer te vervangen. Typografische maatlatjes met Fournier-maten werden op gelijke wijze gebruikt als bij Didot: 2 punten van een Parijse voet = 1 punt Fournier. Er was echter veel verwarring: aangezien 12 punt Fournier overeenkwam met 11 punt Didot, werd het Fournier-systeem ook wel als het mediaan-stelsel aangeduid.

### Angelsaksisch systeem
In Angelsaksische landen was het tot in de negentiende eeuw gebruikelijk het corps uit te drukken in het aantal lijnen van een corps, dat paste in een Engelse voet. Moxon (in zijn "Mechanick Exercises" de eerste drukkers-handleiding in de Engelse taal) geeft hiervan het eerste lijstje:
- 184 = Pearl
- 150 = Nonpareil
- 112 = Brevier
- 92 = Long Primer
- 75 = Pica
- 66 = English
- 50 = Great Primer
- 38 = Double Pica
- 33 = Two-Line English
- 17,5 = Great Cannon

Er was echter geen eenheid, elke lettergieterij hield er eigen standaarden op na. In 1770 kwam Luckombe met een andere lijst:
- 178 = Pearl
- 143 = Nonpareil
- 112 and an n = Brevier
- 102 and a space = Bourgouis
- 89 = Long Primer
- 83 = Small Pica
- 71 and an n = Pica
- 64 = English
- 51 and an r = Great Primer
- 41 and an n = Double Pica

Wat de dikte van een n, een r of een spatie was, werd aan de verbeelding van de lezer over gelaten. In 1824 bracht de Schotse drukker James Furgusson de noodzaak van een standaard naar voren. Fourniers voorstellen waren toen al 90 jaar oud. Zijn voorstel was nonpareil als standaard te nemen en 12 lijnen precies op een inch en elf lijnen nonpareil te nemen als letter-hoogte en verder 14 lijnen nonpareil te nemen als algemene maat voor alle andere corpsen:
- 14 regels Nonpareil = 5 regels Great Primer
- 14 regels Nonpareil = 6 regels English
- 14 regels Nonpareil = 7 regels Pica
- 14 regels Nonpareil = 8 regels Small Pica
- 14 regels Nonpareil = 9 regels Long Primer
- 14 regels Nonpareil = 10 regels Bourgeois
- 14 regels Nonpareil = 11 regels Brevier
- 14 regels Nonpareil = 12 regels Minion

Dit voorstel sloot vrij goed aan bij de praktijk van die tijd, maar het werd nooit aanvaard. De volgende drukkers-handleiding in de Engelse taal is van Savage in 1842. Daar zijn wat maten te vinden die diverse lettergieterijen hanteerden:
- 178, 180, 184 = Pearl
- 144 = Nonpareil
- 107, 111, 112 = Brevier
- 101.5, 102, 103 = Bourgouis
- 89, 90, 92 = Long Primer
- 82, 83 = Small Pica
- 72, 72.5 = Pica

In 1857 was er een poging om de corpsen op een decimaal stelsel te baseren. Het was ook de eerste voorstel om 6 pica gelijk aan 1 inch te maken. De lettergieterij van Messrs. Shanks hanteerde daarbij de volgende maten:
- Nonpareil = 10 punt = 0,0833 inch
- Pica = 20 punt = 0,1666 inch

Net als alle voorgaande voorstellen werd het geen succes.
Los hiervan groeide ook begin negentiende eeuw in Amerika de behoefte aan standaardisatie. De eerste poging hiertoe was van George Bruce, een beroemde lettergieter in New York. Hij stelde een systeem voor met geometrische progressie. Hierbij is elk volgend corps een vast percentage groter dan het voorgaande. In dit schema was de maat van nonpareil gelijk aan 0,0841 inch en dat van Pica 0,1683 inch.
Na de Amerikaanse Onafhankelijkheidsoorlog was Benjamin Franklin lange tijd (december 1776 tot 1785) commissioner (ambassadeur) voor de Verenigde Staten in Frankrijk.  In die tijd had hij veel contact met de Fournier-familie, de vader en ook met Pierre Simon Fournier. Franklin wilde dat zijn kleinzoon Bache het vak van lettergieten zich zou eigen maken. En regelde ook een leertijd voor Bache bij François-Ambroise Didot. Franklin schafte ook matrijzen en ander materiaal, om zo een lettergieterij te kunnen starten. Dit alles nam hij bij zijn terugkeer naar Amerika mee naar Philidelpia. In 1790 publiceerde Bache een aantal proefbladen, waarin enkele Fournier-letters waren opgenomen. Na het overlijden van Franklin kwam dit materiaal in handen van Binny & Ronaldson, de eerste permanente gieterij in de Verenigde Staten. In 1833 fuseerde dit bedrijf met een andere firma, na 1860 bekend als Mackellar, Smith and Jordan. Zij gebruikten de Fournier cicero-gietvorm om 12 punt-pica-letter te gieten. Een Amerikaans pica-punt werd zo 0,0138 inch, 1 punt Fournier = 0,0135 inch. Het verschil is klein, 840 pica punt komt ongeveer overeen met 846 punt Fournier.
Nelson C. Hawks van de lettergieterij Marder Luse & Compagny in Chicago was omstreeks 1870 de volgende met 6 pica in een inch en verder nam hij het systeem-Fournier/Didot geheel over: 12 picapunten in een pica, 72 punten in een inch.
Enkel de geschatte kosten voor drukkerijen waren erg hoog, en men verwachtte bovendien niet, dat andere lettergieterijen dit systeem zouden overnemen. Hawks sloot zich aan bij de "standard pica" van de gieterij MacKellar, Smiths & Jordan. Deze pica was 0,1660 inch. Door nu deze pica te nemen, werd voorkomen dat er al te veel materiaal omgegoten en aangepast moest worden. Wel leidde dit ertoe dat de pica nu geen 1/6e inch was, noch US inch, noch imperial inch (die destijds verschilden). Voor deze pica geldt dat er 83 in 35 centimeter gaan. Dit geeft voor de pica een maat van 0,166 inch, ofwel 4,217 mm, en voor de punt een grootte van 0,35146 mm. Deze punt, vaak afgekort tot pt is dus iets kleiner dan de Europese punt. Verwisseling geeft al snel zetwerk dat ongeveer 6% te groot of te klein uitvalt.
In 1886 hield de United States Typefounders' Association een conferentie in Niagara, daar werd een commissie benoemd, om een adviess op te stellen ten aanzien van het punten-systeem. Besloten werd om voor de pica de Johnson pica (= 0,1660 inch) te nemen. Ook het systeem van het continent van Europa werd overgenomen: 12 picapunt = 1 pica.
De reden hiervoor was, omdat het op indirecte wijze een verband aanbracht met het metrische stelsel: 83 pica werden equivalent aan 35 centimeter, en dat kwam perfect overeen met 100 punten Fournier (NIET 100 punt Didot).
Deze punt-maat heeft in Europa ook enige ingang gevonden omdat de Linotype-machine deze gebruikte. Voor de gebruikers was dit echter geen probleem, aangezien wel de matrijzen op die maten waren gemaakt, maar niet de giet-vormen van de giet-wielen. Deze gietvormen zijn bij de Linotype-machines op het continent perfect overeenkomstig Didot-maten.
Nog een andere zetselgietmachine gebruikte het Pica-systeem: Monotype. En hier was het wel een factor van betekenis. Aangezien de matrijzen meestal op de Johnson-pica waren gebaseerd, buiten een beperkt aantal letters die speciaal voor het continent in Didot-maten werden geproduceerd. Voorbeelden hiervan zijn de Walbaum-letter, Series 374, en de Dante, series 592.
De Lanston Monotype Corporation in Philadelphia U.S.A. en de The Monotype Corporation limited gevestigd in Salfords in Engeland werkten op vele gebieden met elkaar samen. De Amerikaanse firma leverde machines en materiaal aan Amerika en Canada. Vanuit Engeland werd de rest van de wereld bediend. De diepte van de Amerikaanse matrijzen was 0,0030", de Engelse matrijzen 0,0050". Bijgevolg waren de gietvormen in Amerika hoger vergeleken met die in Engeland. Dit hielp ook bij het verdelen van de wereld-markt.
Het hele systeem van berekenen van de letter-breedte was gebaseerd op de Pica. De breedste letter in het alfabet werd gemeten in kwart picapunten. Deze maat heette set. Deze maat werd daarna onderverdeeld in 18 units. Elke letter in het alfabet was zo getekend, dat het een geheel aantal units van die set breed was.
Bijvoorbeeld: 12 set = 0,1667 inch, 1 unit = 1/18 van 0,1667" = 0,009261".
De wiggen die in deze machine werden gebruikt om automatisch de breedte van een gegoten letter te variëren, moesten exact worden geslepen op deze unit-verschillen. Zij werden op 1/10000 inch nauwkeurig geslepen. Voor elke set telkens een kwart picapunt oplopend was een andere wig nodig.
In Angelsaksische landen en Amerika was daarbij de Johnson pica = 0,1660" in gebruik. Op het vasteland van Europa, waren alle wiggen volgens de oude pica (= 0,1667") geslepen. Deze old-pica-wiggen zijn extra gemerkt met een E. Bijvoorbeeld een standaardwig: 5-11 1/4 E. Heel af en toe zijn deze wiggen gemerkt met AK.
Gevolg was ook dat er in de handleidingen net iets andere tabellen werden gebruikt. Ondanks de kleine verschillen in de maat waarop een wig is geslepen, is het cumulatieve verschil aan het eind van een regel aanzienlijk. Er dient wel degelijk rekening gehouden te worden met de soort wig die in de machine zit.

### Digitale punten
De invoering van desktoppublishing op de computer betekende in zekere zin een teruggekeer naar Fourniers oorspronkelijke concept, namelijk dat van 72 punten in een duim. Dit keer werd de Engelse inch van 2,54 cm als uitgangspunt genomen. PostScript, TrueType en veel andere software (maar niet TeX en METAFONT) namen deze punt, ook wel DTP-point of BigpPoint genoemd, als basiseenheid. Het is echter opletten, want vaak zijn er toch tussen computersystemen kleine verschillen.
En dan nog: verschillende printers of andere afdruk-systemen die computer-gestuurd zijn, hanteren bovendien nog hun eigen interpretatie van de point die in de Nederlandse versies van de programma's onveranderd als punt worden aangeduid. Als gevolg daarvan is WYSIWYG (What-You-See-Is-What-You-Get) bepaaldelijk niet waar te maken.

### Metriek stelsel
Sinds het metrieke stelsel wettelijk verplicht is verworden, zijn zulke alternatieve maten niet meer wettelijk toegestaan, zoals evenmin een pond appelen verkocht mag worden. Maar net als een pond appelen zijn de maten nog wel gangbaar in het spraakgebruik.
Tijdens de Franse Revolutie is al geprobeerd een punt van 0,4 mm in te voeren, maar dit heeft nooit navolging gevonden, op de drukkerijen van de overheid na – waar het ook niet geheel kon worden doorgevoerd.
Verdere pogingen:
- 1811: Firmin Didot die een aantal lettersoorten liet graveren op de meter gebaseerd
- 1860: Derrieu in Parijs
- 1867: Lahaye: 3 punten in een millimeter
- 1890: Congres in Antwerpen

Maar ook de voorstellen daar geformuleerd werden nooit in de praktijk gebracht.
In Duitsland was de verwarring mogelijk nog groter dan in Frankrijk, aangezien bijna elke staat zo zijn eigen maatsysteem voerde. Ook de letterhoogte - de lengte van het loden letterstaafje - verschilde aanzienlijk in de respectievelijk staten. Om het nog ingewikkelder te maken, was het moeilijk eens te worden over Rijnlandsche, Saksische of Beiersche duimen.
Namens een aantal Berlijnse gieterijen nam Herman Berthold de taak op zich een wettelijke maat voor de didotpunt te vinden. Zijn voorstel was 1 meter gelijk te stellen aan 2660 punten (1 punt = 0,376). Al in 1879 werd dit systeem wettelijk ingevoerd in Duitsland en later werd ook in Nederland deze definitie verder gehanteerd.:31
Geen van de gieterijen in die tijd en later had enige behoefte aan een werkelijk andere maat, aangezien dat zou betekenen, dat alle grafische materiaal en gietvormen vervangen dienden te worden om aan de nieuwe wettelijk maat te voldoen. Daarom werd uiteindelijk gekozen voor een definitie die wel de punt koppelde aan de meter, maar in de dagelijkse praktijk geen enkele verandering teweegbracht.
In 1973 is de didotpunt per definitie vastgesteld op 0,375 millimeter (en niet 0,376). In de praktijk wordt echter nog vaak de originele didotpunt van 0,376 millimeter gebruikt.
Een echte standaardisatie aan de hand van het metrieke stelsel is nooit gelukt, alhoewel dit gezien de rare verhoudingen als 35/83 centimeter wel wenselijk zou zijn.
In Duitsland wordt wel een systeem gebruikt dat vastgelegd is in een DIN-standaard, met een puntgrootte gebaseerd op 0,25 mm. De Nederlandse werkgroep wilde destijds liever 0,1 mm als basiseenheid. In Nederland werden trouwens de NEN-normen gehanteerd, gepubliceerd door het Nederlands Normalisatie Instituut, in navolging van het Duitse voorbeeld. Tot een compromis is het nooit gekomen. In Japan wordt echter wel een metriek systeem gebruikt en zijn daarin ook maten voor Europese talen gedefinieerd.

### Omrekentabel
|                       | mm       | inch    | didotpunt | picapunt | fractionele punt |
| 1 mm =                | 1        | 0,03937 | 2,65911   | 2,84527  | 2,83463          |
| 1 inch =              | 25,40000 | 1       | 67,54142  | 72,26996 | 72,00000         |
| 1 "echte" didotpunt = | 0,376065 | 0,01481 | 1         | 1,07001  | 1,06601          |
| 1 def. didotpunt =    | 0,375000 | 0,01477 | 0,997168  | 1,06697  | 1,06298          |
| 1 picapunt =          | 0,35146  | 0,01383 | 0,93457   | 1        | 0,99600          |
| 1 fractionele punt =  | 0,35278  | 0,01389 | 0,93808   | 1,00402  | 1                |

## Puntgroottes met namen
Meestal wordt een grootte van zes punten (nonparel) als kleinste nog leesbare grootte gezien. De soorten tot en met mediaan (11 dd) zijn boekletters of broodletters.
Sommige namen, zoals sabon zijn soms ook bekend voor ander groottes.
De term cicero is genoemd naar Marcus Tullius Cicero; voor een uitgave van zijn brieven uit 1466 werd een drukletter gebruikt, die in grootte overeenkomt met 12 punten.
Een cicero wordt ook wel augustijn genoemd. Deze benaming augustijn komt uit Frankrijk waar een drukletter met de grootte die gebruikt werd in een uitgave van De civitate Dei van Augustinus uit 1474 een Saint-Augustin werd genoemd.
In de twintigste eeuw was de kennis over de geschiedenis van de typografische punt enigermate in vergetelheid geraakt, ook bij drukkers en typografen. Aangezien 11 punt ook wel met mediaan werd aangeduid, werd het fournier-systeem ook wel aangeduid als mediaan-systeem.
| Grootte | Naam                                   |
| ------- | -------------------------------------- |
| 1 dd    | Achtste petit                          |
| 1,5 dd  | Achtste cicero                         |
| 2 dd    | Vierde petit                           |
| 2,5 dd  | Microscoop of microscopie              |
| 3 dd    | Kwart cicero                           |
| 4 dd    | Halve petit, robijn of diamant         |
| 5 dd    | Parel of parisienne                    |
| 6 dd    | Nonpareil of nonparel                  |
| 6,5 dd  | Insertio                               |
| 7 dd    | Kolonel of mignon                      |
| 8 dd    | Petit                                  |
| 9 dd    | Borgis                                 |
| 10 dd   | Corpus of garamond                     |
| 11 dd   | Rheinländer of mediaan                 |
| 12 dd   | Cicero of augustijn                    |
| 14 dd   | Grote cicero (of augustijn) of mediaan |
| 16 dd   | Tertia                                 |
| 18 dd   | 1,5 cicero of paragon                  |
| 20 dd   | Secunda of text                        |
| 24 dd   | Dubbele cicero of palestine            |
| 28 dd   | Dubbele mediaan                        |
| 32 dd   | Dubbele tertia                         |
| 36 dd   | Kanon                                  |
| 42 dd   | grobe kanon                            |
| 48 dd   | Konkordanz of kleine missaal           |
| 54 dd   | Missaal                                |
| 60 dd   | Sabon                                  |
| 66 dd   | Grote sabon                            |
| 72 dd   | 6 cicero                               |
| 84 dd   | 7 cicero                               |
| 96 dd   | 8 cicero                               |

Anno 1925 waren er nog andere namen voor de verschillende corpsgroottes:
| Grootte | Naam              |
| ------- | ----------------- |
| 3 dd    | Microscoop        |
| 4 dd    | Diamant           |
| 5 dd    | Parel             |
| 6 dd    | Nonparel          |
| 7 dd    | Colonel           |
| 7,5 dd  | Brevier           |
| 8 dd    | Galjard           |
| 9 dd    | Garmond           |
| 10 dd   | Dessendiaan       |
| 11 dd   | Mediaan           |
| 12 dd   | Augustijn         |
| 16 dd   | Tekst             |
| 20 dd   | Paragon           |
| 22 dd   | Groote paragon    |
| 24 dd   | Dubbele augustijn |
| 32 dd   | Kanon             |
| 36 dd   | Groote kanon      |
| 40 dd   | Sabon             |
| 48 dd   | Groote sabon      |